# Mukkert
En mukkert ((nederlandsk/hollandsk): mokke, tyk pige) er en stor og tung firkantet hammer, hvis hoved er af jern (eller træ), med oftest to ensartede, fir-, seks- eller ottekantede baner og (vist oftest) temmelig kort skaft. Undertiden kan mukkerten være forsynet med pen, dvs. kileformet afslutning af den ene bane. En mukkert anvendes bl.a. ved skovarbejde, jord- og betonarbejde, bygningsarbejde, stenhugning og minedrift.
I maritim sammenhæng bruges spidsmukkert, en 6- eller 8-kantet mukkert med lang spids pen, der vistnok er blevet brugt mest af jernskibsbyggere. Bådebygger Helge Askholm har fortalt, at han har set den i brug på Helsingør Skibsværft og Maskinbyggeri i 1940'erne, og at den skulle styre bedre end den almindelige firkantede, mens den til gengæld lægger sig helt ned når den slippes, hvad en ordinær mukkert ikke gør. Den er blevet anvendt til spiger og bolte.[kilde mangler]
Jf. Ordbog over det danske Sprog bruges undertiden betegnelsen kølle om mukkerten.